# Врубово-навалювальна машина
Врубово-навалювальна машина (рос. врубово-навалочная машина, англ. cutter-loader; нім. Schrämlademaschine f) — гірнича машина, призначена для створення врубу в пласті вугілля і подальшого мех. навантаження відбитого від масиву вугілля на вибійний конвеєр. Створена для очисних вибоїв з міцним і в'язким вугіллям пологих пластів потужністю 0,7-2,5 м при стійких покрівлях, де застосування видобувних комбайнів неможливе або неефективне. У В.-н.м. об'єднані функції врубової і навалювальної машин, що застосовувалися раніше.
Див. врубова машина.